# بافل داتسيوك
بافل داتسيوك (من مواليد 20 يوليو 1978) هو لاعب هوكي جليد روسي محترف سابق وقد لعب لفريق ديترويت ريد وينغز التابع لدوري الهوكي الوطني.

## بدايته
ولد داتسيوك في سفيردلوفسك أوبلاست في الاتحاد السوفيتي. واجهت طفولته نصيبها العادل من الصعوبات، خاصة عندما كان في 16 من عمره
بدأ اللعب لنادي المزرعة يكاترينبرج في منتصف التسعينيات، على الرغم من أنه بدا متجها نحو مسيرة غير متميزة حتى بدأ المدرب الأولمبي الشهير فلاديمير كريكونوف في تدريب الفريق.